# Charleston and Western Carolina Railway
Le Charleston and Western Carolina Railway (C&WC) était un chemin de fer américain de classe I qui fut créé en 1896 en Caroline du Sud. Son réseau long de 480 km, avait une ligne principale qui reliait Port Royal à Spartenburg distants de 397 km. L'Atlantic Coast Line Railroad gagna son contrôle en 1897, mais ne le fusionna qu'en 1959.

## Histoire

### Les prédécesseurs
Le Port Royal and Augusta Railway (PR&A), qui reliait la côte de la Caroline du Sud à Augusta, fut racheté par le Central Rail Road and Banking Company of Georgia (réorganisé en Central of Georgia Railway en 1895), car ce dernier craignait qu'une partie de son trafic marchandise vers Savannah, Géorgie ne fût récupéré par le PR&A. Puis afin d'alimenter le trafic vers Savannah, Géorgie, le Central of Georgia aida à la construction du Port Royal and Western Carolina Railway, qui reliait Augusta, Greenville et d'autres villes du Piedmont en Caroline du Sud, avant de prendre rapidement son contrôle. 
Lorsque le Central of Georgia rencontra des difficultés financières, la magistrature de Caroline du Sud l'obligea à se séparer de ses deux filiales situées sur sa juridiction, le Port Royal and Augusta et le Port Royal and Western Carolina. De plus on reprochait au Central of Georgia de rapatrier en Géorgie la plupart des bénéfices générés par le PR&A et le PR&WC.   
L'état de Caroline du Sud reprit le PR&A et le PR&WC en 1894.

### La création du C&WC
Le Charleston and Western Carolina Railway (C&WC) fut créé en 1896 pour reprendre le Port Royal and Augusta Railway et le Port Royal and Western Carolina Railway. En 1897, il fut rapidement contrôlé par l'Atlantic Coast Line Railroad, qui ne le fusionna que le 31 décembre 1959.